# Adenia globosa
Adenia globosa is een soort uit de passiebloemfamilie (Passifloraceae). De soort is een succulente struik of klimplant met rechtop groeiende wratachtige stam. Deze stam kan een kortere en bredere vorm aannemen, bolvormig worden en een breedte krijgen van meer dan 2 meter.  De succulente takken zijn bezet met doornen tot 8 centimeter lang. De afwisselend geplaatste bladeren zijn driehoekig van vorm. De bloemen hebben een groene of groengelige kleur. 
De soort komt voor in Oost-Afrika, in de landen Ethiopië, Somalië, Kenia en Noord-Tanzania. Hij groeit er in droge bossen, in boslanden met Acacia-Commiphora soorten en te midden van succulente begroeiing. De soort staat op de Rode Lijst van de IUCN geklasseerd als 'niet bedreigd'.

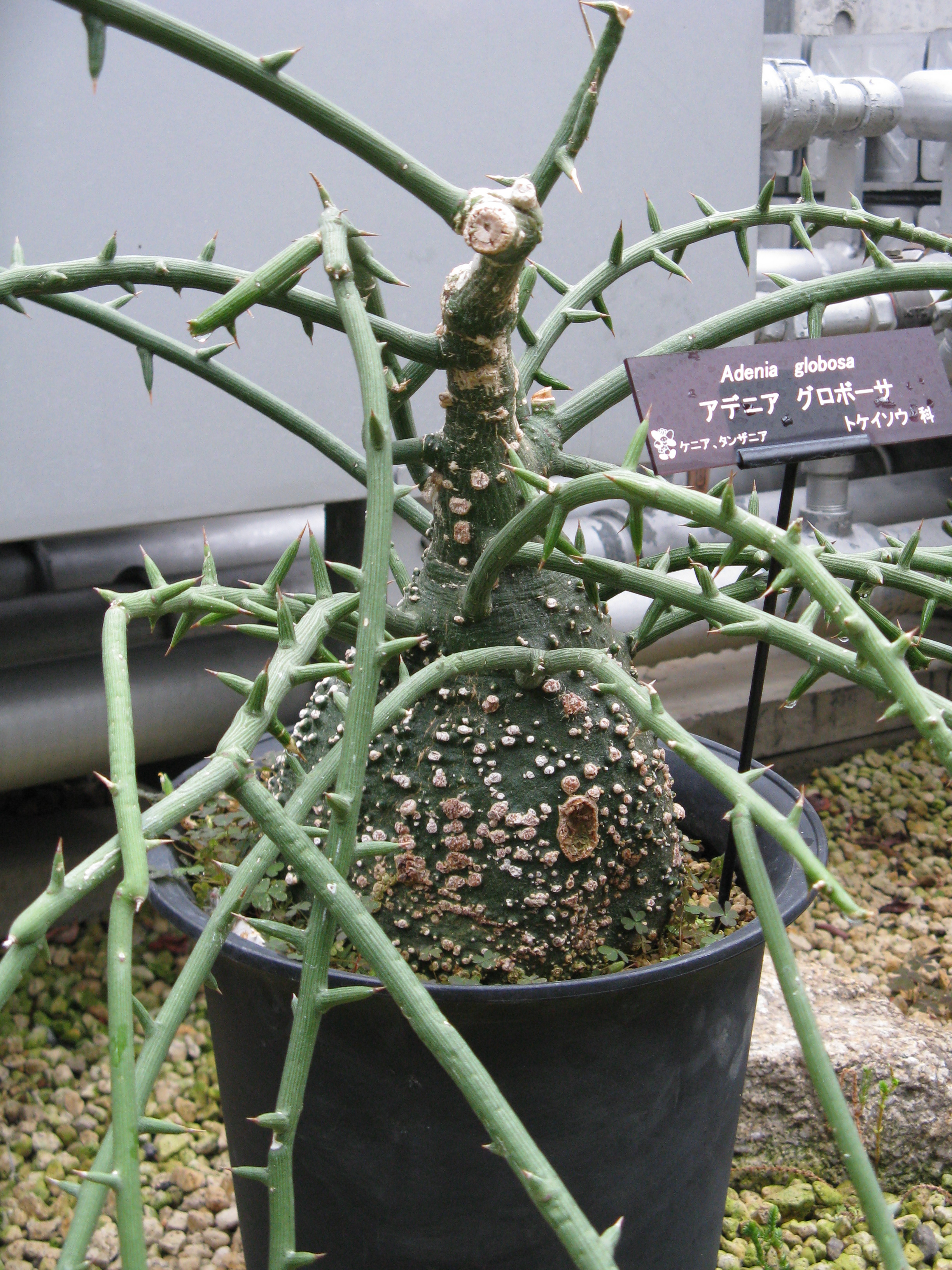
De soort heeft meestal een bolvormige en wratachtige stam